# Bortolo Manlio Pat
Bortolo Manlio Pat (San Gregorio nelle Alpi, 4 aprile 1905 – Feltre, 24 marzo 1980) è stato un politico italiano.
È stato deputato all'Assemblea Costituente.
Figlio di Antonio Pat e Emma Piccolotto.
Manlio Pat, allievo dell'allora Regio Istituto Scuola Commerciale di Feltre (il "Colotti" di oggi) si formerà una mentalità quadrata ragionieristica-amministrativa che lo guiderà nella sua brillante carriera alla "Birreria Pedavena" dove ricoprirà i maggiori gradi direzionali.

La vita di Manlio Pat si articola tra fede e politica; dopo una gioventù al fianco di Don Giulio Gaio, di cui era il braccio destro, e un'attiva partecipazione nell'Azione Cattolica Italiana, divenne protagonista della Resistenza che lo trovò in prima linea fin dalla costituzione del primo comitato cittadino. Ricercato dai nazisti, padre ormai di una brigata di figli e marito di Giuseppina Zaffalon, sarà esule a Milano e rientrerà a Feltre per riassumere il suo posto nel C.L.N. Feltrino. Assunse altre varie attività pubbliche e private nell'amministrazione comunale e in altre istituzioni cittadine e provinciali.

Alle prime elezioni del 1946, per la Costituente, Manlio Pat riusciva eletto quasi plebiscitariamente dai cattolici dell'intera provincia e scenderà così a Roma per partecipare con Lazzati, La Pira, Dossetti, De Gasperi e tutti gli altri padri della Patria ai lavori della combattente assise Costituente.
Un suo amico, Gino Meneghel, scriveva di lui:
Restio ad ogni esibizionismo fu sempre presente in ogni comitato e in ogni cerimonia, civile e religiosa. Fu uomo di sintesi immediate. Cristiano sereno e serio, senza ostentazione, senza tentennamenti e sempre aperto al dialogo.